# Elecciones estatales de Renania del Norte-Westfalia de 1954

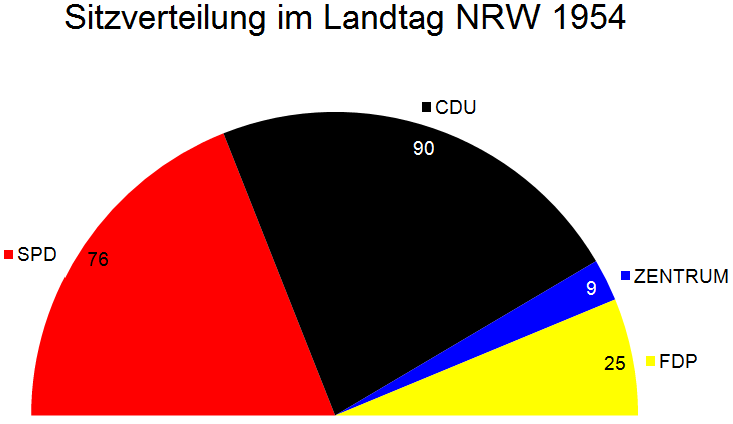
Distribución de escaños en el parlamento estatal de Renania del Norte-Westfalia después de las elecciones estatales en Renania del Norte-Westfalia de 1954

Las terceras elecciones estatales en Renania del Norte-Westfalia tuvieron lugar el 27 de junio de 1954.

## Campaña
El SPD hizo campaña con el lema: "La CDU gobierna, y ahora?". El socio de coalición de la CDU, el Partido de Centro, temía no sólo la pérdida de su lugar en el gobierno, sino la pérdida de su propia representación parlamentaria. Así, el Zentrum hizo campaña con el lema: "gobierno de un solo partido? No!". La CDU no presentó candidatos en la circunscripción 62 (Essen-Borbeck-Karnap) para beneficiar a los candidatos del Zentrum, para así ayudarles a mantener su representación parlamentaria. Finalmente el SPD ganaría en la circunscripción.
El Zentrum finalmente obtuvo un mandato directo y de esta manera logró entrar en el parlamento. Por el contrario, el Bloque de los Refugiados y Expatriados que por primera vez se presentaba en las elecciones en Renania del Norte-Westfalia, no sobrepasó el umbral del cinco por ciento, al igual que el KPD.
Karl Arnold se mantuvo en el poder por dos años más, siendo reemplazado por Fritz Steinhoff (SPD) el 28 de febrero de 1956.

## Resultados
Los resultados fueron:
| Partido | Partido        | Votos     | %     | Candidatos | Mand. directos | Escaños |
| ------- | -------------- | --------- | ----- | ---------- | -------------- | ------- |
|         | CDU            | 2.855.988 | 41,25 | 149        | 85             | 90      |
|         | SPD            | 2.387.718 | 34,49 | 150        | 65             | 76      |
|         | FDP            | 793.736   | 11,47 | 150        |                | 25      |
|         | BHE            | 320.676   | 4,63  | 147        |                |         |
|         | Zentrum        | 278.863   | 4,03  | 133        |                | 9       |
|         | KPD            | 264.083   | 3,81  | 150        |                |         |
|         | BdD            | 19.515    | 0,28  | 64         |                |         |
|         | DP             | 1.898     | 0,03  | 2          |                |         |
|         | Independientes | 592       | 0,01  | 2          |                |         |
| Total   | Total          | 6.923.069 |       | 947        | 150            | 200     |